# Douwe de Vries
Douwe de Vries (Hallum, 14 giugno 1982) è un pattinatore di velocità su ghiaccio olandese.

## Palmarès

### Mondiali distanza singola
- 6 medaglie:
  - 5 ori (inseguimento a squadre a Heerenveen 2015; inseguimento a squadre a Kolomna 2016; inseguimento a squadre a Gangneung 2017; inseguimento a squadre a Inzell 2019; inseguimento a squadre a Salt Lake City 2020);
  - 1 bronzo (5000 m a Heerenveen 2015).